# Liste von Burgen, Schlössern und Festungen im Département Haute-Saône
Die Liste von Burgen, Schlössern und Festungen im Département Haute-Saône listet bestehende und abgegangene Anlagen im Département Haute-Saône auf. Das Département zählt zur Region Bourgogne-Franche-Comté in Frankreich.

Wappen des Départements Haute-Saône (70)
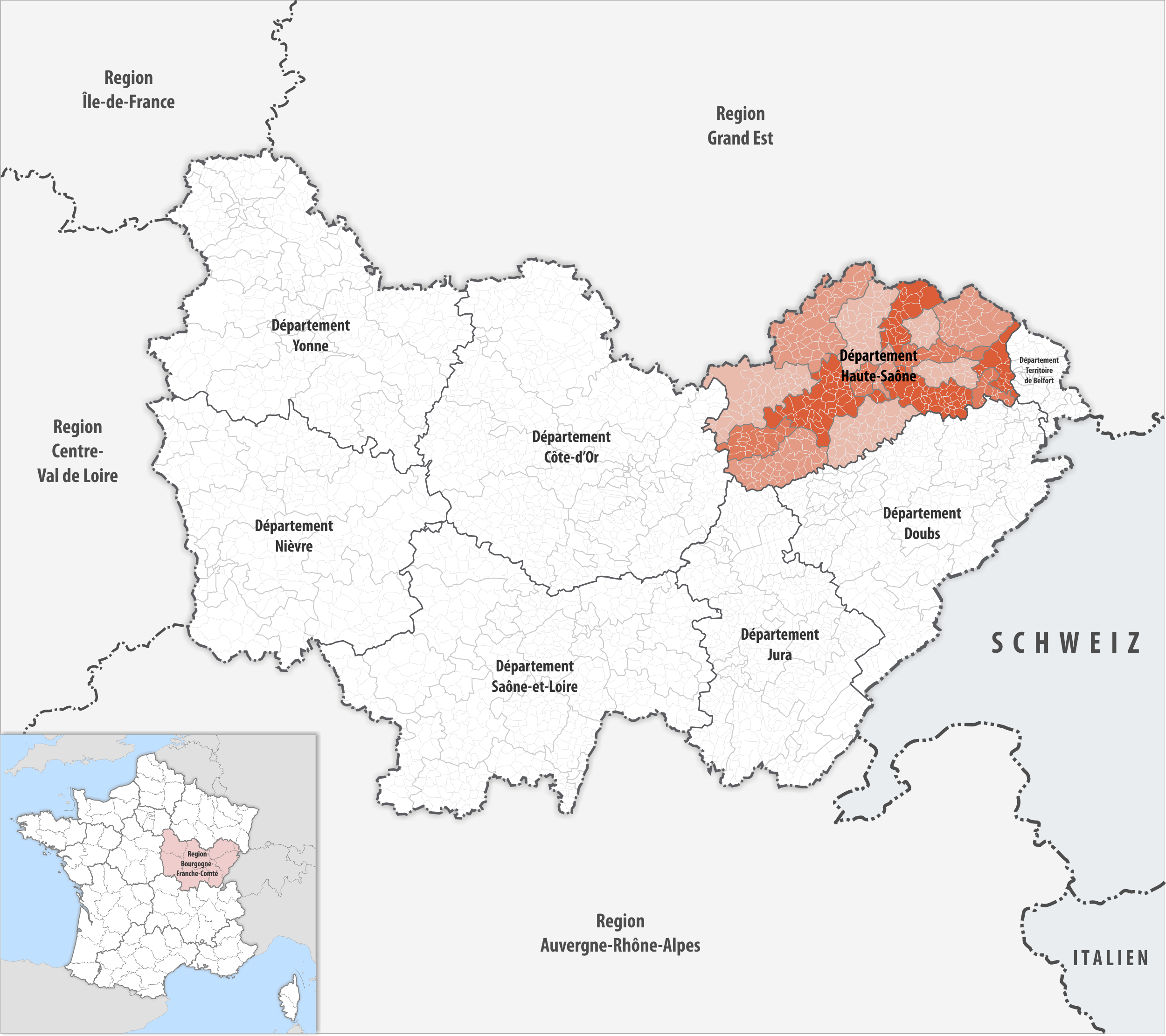
Lage des Départements Haute-Saône in der Region Bourgogne-Franche-Comté
Lage der Region Bourgogne-Franche-Comté in Frankreich

## Liste
Bestand am 19. März 2022: 73
| Name deu / fra                                                       | Gemeinde / Lage                                     | Typ (Untertyp)     | Bemerkungen | Bild |
| -------------------------------------------------------------------- | --------------------------------------------------- | ------------------ | --- | ---- |
| Schloss Amblans Château d'Amblans                                    | Amblans-et-Velotte                                  | Schloss            | |      |
| Schloss Bay Château de Bay                                           | Bay 47,288712° N, 5,717314° O                       | Schloss            | |      |
| Burg Beaujeu Château de Beaujeu                                      | Beaujeu-Saint-Vallier- 47,50499° N, 5,67732° O      | Burg (Turm)        | Ruine |      |
| Schloss Borey Château de Borey                                       | Borey 47,5919° N, 6,3571° O                         | Schloss            | |      |
| Schloss Bougey Château de Bougey                                     | Bougey 47,7802° N, 5,8597° O                        | Schloss            | |      |
| Schloss Boulot Château de Boulot                                     | Boulot 47,3497° N, 5,9626° O                        | Schloss            | |      |
| Schloss Boult Château de Boult                                       | Boult 47,3825° N, 6,0015° O                         | Schloss            | |      |
| Schloss Les Bouly Château des Bouly                                  | Saint-Loup-sur-Semouse 47,885° N, 6,2758° O         | Schloss            | |      |
| Schloss Bourguignon-lès-Conflans Château de Bourguignon-lès-Conflans | Bourguignon-lès-Conflans 47,8068° N, 6,1655° O      | Schloss            | |      |
| Schloss Breuches Château de Breuches                                 | Breuches 47,8015° N, 6,3319° O                      | Schloss            | |      |
| Burg Brotte Château de Brotte                                        | Brotte-lès-Luxeuil 47,756692° N, 6,34609° O         | Burg               | Von der ehemaligen Burg nur wenig erhalten, der Rest ist gut restauriert, im Gästeturm kann man sich einmieten |      |
| Schloss Buthiers Château de Buthiers                                 | Buthiers 47,34694° N, 6,03278° O                    | Schloss            | |      |
| Schloss Champlitte Château de Champlitte                             | Champlitte 47,347° N, 6,0328° O                     | Schloss            | |      |
| Schloss Champvans Château de Champvans                               | Champvans 47,393386° N, 5,577599° O                 | Schloss            | |      |
| Schloss Choye Château de Choye                                       | Choye 47,392061° N, 5,758679° O                     | Schloss            | |      |
| Schloss Clairefontaine Château de Clairefontaine                     | Polaincourt-et-Clairefontaine 47,8575° N, 6,0834° O | Schloss            | |      |
| Schloss Colombe-lès-Vesoul Château de Colombe-lès-Vesoul             | Colombe-lès-Vesoul 47,612494° N, 6,209276° O        | Schloss            | |      |
| Schloss La Colombière Château de la Colombière                       | Fouvent-Saint-Andoche 47,6343° N, 5,6789° O         | Schloss            | Ruine |      |
| Schloss Contréglise Château de Contréglise                           | Contréglise 47,8244° N, 6,0383° O                   | Schloss            | |      |
| Schloss Cult Château de Cult                                         | Cult 47,3131° N, 5,737° O                           | Schloss            | |      |
| Schloss Dessous Château-Dessous                                      | Chauvirey-le-Châtel 47,7926° N, 5,7514° O           | Schloss            | |      |
| Burg Dessus Château-Dessus                                           | Chauvirey-le-Châtel 47,7934° N, 5,7507° O           | Burg               | Ruine |      |
| Burg Étobon Château d'Étobon                                         | Étobon 47,6494° N, 6,675° O                         | Burg               | Ruine |      |
| Schloss Fallon Château de Fallon                                     | Fallon 47,5084° N, 6,4849° O                        | Schloss            | |      |
| Schloss Filain Château de Filain                                     | Filain 47,517838° N, 6,18461° O                     | Schloss            | |      |
| Burg Fondremand Château de Fondremand                                | Fondremand 47,4753° N, 6,0258° O                    | Burg               | |      |
| Schloss Les Forges Château des Forges                                | Pesmes 47,2867° N, 5,5538° O                        | Schloss            | |      |
| Schloss Frasne-le-Château Château de Frasne-le-Château               | Frasne-le-Château 47,4633° N, 5,8949° O             | Schloss            | |      |
| Schloss Gézier Château de Gézier                                     | Gézier-et-Fontenelay 47,3562° N, 5,8961° O          | Schloss            | |      |
| Schloss La Grande-Résie Château de La Grande-Résie                   | La Grande-Résie 47,338885° N, 5,566663° O           | Schloss            | |      |
| Burg Granges-le-Bourg Château de Granges-le-Bourg                    | Granges-le-Bourg                                    | Burg               | Ruine |      |
| Schloss Grillot Château Grillot                                      | Champlitte 47,6156° N, 5,5134° O                    | Schloss            | |      |
| Schloss Gy Château de Gy                                             | Gy 47,4041° N, 5,8116° O                            | Schloss            | |      |
| Schloss Héricourt Château d'Héricourt                                | Héricourt 47,565987° N, 6,758995° O                 | Schloss            | |      |
| Schloss Lampinet Château de Lampinet                                 | Navenne                                             | Schloss            | |      |
| Schloss Levrecey Château de Levrecey                                 | Velleguindry-et-Levrecey 47,5472° N, 6,0849° O      | Schloss            | |      |
| Schloss Malans Château de Malans                                     | Malans 47,2637° N, 5,5875° O                        | Schloss            | |      |
| Schloss Mantoche Château de Mantoche                                 | Mantoche 47,4199° N, 5,5313° O                      | Schloss            | |      |
| Schloss Marnay Château de Marnay                                     | Marnay 47,289837° N, 5,772167° O                    | Schloss            | |      |
| Schloss Maussans Château de Maussans                                 | Maussans 47,429578° N, 6,252038° O                  | Schloss            | |      |
| Schloss Montcourt Château de Montcourt                               | Montcourt 47,9291° N, 5,9573° O                     | Schloss            | |      |
| Schloss Montjustin Château de Montjustin                             | Montjustin-et-Velotte 47,6137° N, 6,3764° O         | Schloss            | |      |
| Schloss Montot Château de Montot                                     | Montot 47,564941° N, 5,621788° O                    | Schloss            | |      |
| Schloss Montureux-lès-Gray Château de Montureux-lès-Gray             | Montureux-et-Prantigny 47,5061° N, 5,6388° O        | Schloss            | |      |
| Schloss Motey-Besuche Château de Motey-Besuche                       | Motey-Besuche 47,298327° N, 5,667963° O             | Schloss            | |      |
| Schloss Mugnier Château Mugnier                                      | Frasne-le-Château 47,4619° N, 5,8938° O             | Schloss            | |      |
| Burg Oricourt Château d'Oricourt                                     | Oricourt 47,5961° N, 6,3919° O                      | Burg               | In Teilen Ruine                                                                                                |      |
| Schloss Ouge Château d'Ouge                                          | Ouge 47,7966° N, 5,7051° O                          | Schloss            | |      |
| Burg Passavant-la-Rochère Château de Passavant-la-Rochère            | Passavant-la-Rochère 47,9678° N, 6,0378° O          | Burg               | Ruine |      |
| Schloss Pesmes Château de Pesmes                                     | Pesmes 47,2786° N, 5,5626° O                        | Schloss            | |      |
| Schloss Pin Château de Pin                                           | Pin 47,3218° N, 5,8659° O                           | Schloss            | |      |
| Schloss Pont-sur-l’Ognon Château de Pont-sur-l'Ognon                 | Pont-sur-l’Ognon 47,5212° N, 6,3884° O              | Schloss            | |      |
| Schloss Pusy Château de Pusy                                         | Pusy-et-Épenoux                                     | Schloss            | |      |
| Schloss Quers Château de Quers                                       | Quers                                               | Schloss            | |      |
| Schloss Ray-sur-Saône Château de Ray-sur-Saône                       | Ray-sur-Saône 47,5896° N, 5,8283° O                 | Schloss            | |      |
| Schloss La Rochelle Château de La Rochelle                           | La Rochelle 47,7458° N, 5,7319° O                   | Schloss            | |      |
| Schloss Rouillaud Château Rouillaud                                  | Pesmes 47,2785° N, 5,563° O                         | Schloss            | |      |
| Schloss Rupt-sur-Saône Château de Rupt-sur-Saône                     | Rupt-sur-Saône 47,5009° N, 6,05° O                  | Schloss            | |      |
| Schloss Saint-Loup Château de Saint-Loup                             | Saint-Loup-Nantouard 47,43689° N, 5,74209° O        | Schloss            | |      |
| Schloss Saint-Remy Château de Saint-Remy                             | Saint-Rémy-en-Comté 47,8309° N, 6,0911° O           | Schloss            | |      |
| Schloss Saulx Château de Saulx                                       | Saulx 47,6947° N, 6,2786° O                         | Schloss            | |      |
| Schloss Scey-sur-Saône Château de Scey-sur-Saône                     | Scey-sur-Saône-et-Saint-Albin 47,6612° N, 5,9622° O | Schloss            | |      |
| Schloss Seveux Château de Seveux                                     | Seveux 47,5565° N, 5,7455° O                        | Schloss            | |      |
| Festes Haus Sorans-lès-Breurey Maison forte de Sorans-lès-Breurey    | Sorans-lès-Breurey                                  | Burg (Festes Haus) | |      |
| Schloss Sorans-lès-Breurey Château de Sorans-lès-Breurey             | Sorans-lès-Breurey 47,398° N, 6,0439° O             | Schloss            | |      |
| Schloss Terrier de Santans Château de Terrier de Santans             | Montagney 47,286065° N, 5,660272° O                 | Schloss            | |      |
| Burg Vallerois-le-Bois Château de Vallerois-le-Bois                  | Vallerois-le-Bois 47,5488° N, 6,2866° O             | Burg               | |      |
| Schloss Vauvillers Château de Vauvillers                             | Vauvillers 47,9223° N, 6,0983° O                    | Schloss            | Heute das Rathaus                                                                                              |      |
| Schloss Vellefaux Château de Vellefaux                               | Vellefaux 47,5525° N, 6,1387° O                     | Schloss            | |      |
| Schloss Venère Château de Venère                                     | Venère 47,3599° N, 5,6765° O                        | Schloss            | |      |
| Schloss Villefrancon Château de Villefrancon                         | Villefrancon 47,4022° N, 5,7453° O                  | Schloss            | |      |
| Schloss Villersexel Château de Villersexel                           | Villersexel 47,5522° N, 6,43° O                     | Schloss            | |      |
| Schloss Vregille Château de Vregille                                 | Vregille 47,3186° N, 5,8921° O                      | Schloss            | |      |